# Airlie Castle
Airlie Castle ist ein Herrenhaus in der Nähe der Mündung des Melgam Waters in den Isla, rund neun Kilometer westlich von Kirriemuir in Angus, Schottland. 

## Geschichte
Nachdem er 1432 Ländereien von König Jakob I. von Schottland erhalten hat, errichtete Walter Ogilvy of Lintrathen, Lord High Treasurer of Scotland noch im selben Jahr ein Schloss auf dem Grundstück. Es wurde ein Bollwerk und Sitz der Familie Ogilvy. 
Während der Kriege der drei Königreiche unterstützten die Ogilvies König Karl I. von England und die Royalisten. 1640 wurde das Schloss von parlamentarischen Truppen unter dem Kommando von Archibald Campbell, 8. Earl of Argyll, zerstört. Auf den Ruinen baute man dann in den Jahren 1792 und 1793, unter Einbeziehung der noch erhaltenen Mauerreste, das heute bestehende Herrenhaus. Airlie Castle ist derzeit bewohnt und kann daher nicht besichtigt werden.
Airlie Castle ist als Denkmal der Kategorie B geschützt. 1987 wurde es in das Inventory of Gardens and Designed Landscapes in Scotland aufgenommen.